# Алёшин, Егор Вячеславович
Егор Вячеславович Алёшин (род. 6 февраля 1992, Электроугли, Московская область, Россия) — российский хоккеист.

## Биография
Воспитанник электростальского хоккея. В сезоне 2009/10 дебютировал за «Кристалл» в третьей лиге России. В 2011 году перешёл в мытищинский «Атлант». Выступал в молодёжной хоккейной лиге за фарм-клуб команды. С 2013 по 2015 год выступал за воронежский «Буран» в высшей хоккейной лиге. 25 декабря 2014 года дебютировал в Континентальной хоккейной лиге за мытищинский клуб в матче против ярославского «Локомотива», отметился одной голевой передачей. Всего в сезоне 2014/15 сыграл 4 матча. Сезон 2015/16 начал в воскресенском «Химике», затем подписал двухсторонний контракт с уфимским «Салаватом».